# Dienstgrade der Streitkräfte der Islamischen Republik Iran
Dieser Artikel zeigt die Dienstgrade der Streitkräfte der Islamischen Republik Iran (persisch نیرو های مسلح جمهوری اسلامی ایران, DMG Niroo hay-e Mossallah-e Djomhuri-e Eslami-e Iran). Die Streitkräfte bestehen aus der regulären Armee der Islamischen Republik Iran (persisch ارتش جمهوری اسلامی ایران, DMG Artesch-e Djomhuri-e Eslami-e Iran), kurz Artesch (persisch ارتش, DMG Artesch, ‚Armee‘) genannt, mit seinen vier Teilstreitkräften Heer, Marine, Luftstreitkräfte und Flugabwehr sowie der Iranischen Revolutionsgarde (persisch سپاه پاسداران انقلاب اسلامی ایران, DMG Sepah-e Pasdaran-e Enghaleb-e Eslami, ‚Armee der Wächter der Islamischen Revolution‘) oder auch Pasdaran genannt.

Abzeichen des Generalstabs der Streitkräfte der Islamischen Republik Iran.
Abzeichen der Armee der Islamischen Republik Iran.
Kragenspiegel eines iranischen Generals (Sardar) der Armee.
Kragenspiegel eines iranischen Generals (Sardar) der Iranischen Revolutionsgarde.

## Heer

### Offiziere
| Offiziere                         | Offiziere | Offiziere | Offiziere | Offiziere | Offiziere | Offiziere                    | Offiziere                     | Offiziere                    | Offiziere                  | Offiziere                  | Offiziere                  | Offiziere                  |
| ungefährer NATO-Rangcode          | OF-10 | OF-9 | OF-8 | OF-7 | OF-6 | OF-5                         | OF-4                          | OF-3                         | OF-2                       | OF-1                       | OF-1                       | OF-1                       |
| --------------------------------- | --- | --- | --- | --- | --- | ---------------------------- | ----------------------------- | ---------------------------- | -------------------------- | -------------------------- | -------------------------- | -------------------------- |
| Schulterklappe (Abbildung)        | | | | | |                              |                               |                              |                            |                            |                            |                            |
| äquivalenter deutscher Dienstgrad | General- feldmarschall | General | General- leutnant | General- major | Brigade- general | Oberst                       | Oberst- leutnant              | Major                        | Hauptmann                  | Ober- leutnant             | Leutnant                   | Unter- leutnant            |
| Dienstgrad in Farsi               | ارتشبد | سپهبد | سرلشکر | سرتیپ | سرتیپ دوم | سرهنگ                        | سرهنگ دوم                     | سرگرد                        | سروان                      | ستوان یکم                  | ستوان دوم                  | ستوان سوم                  |
| Transliteration                   | Arteschbod | Sepahbod | Sarlaschkar | Sartip-e Yekom | Sartip-e Dovom | Sarhang-e Yekom              | Sarhang-e Dovom               | Sargord                      | Sarvan                     | Sotvan-e Yekom             | Sotvan-e Dovom             | Sotvan-e Sevom             |
| Bedeutung                         | - | - | Divisions- kommandeur | erster Brigade- kommandeur | zweiter Brigade- kommandeur | erster Regiments- kommandeur | zweiter Regiments- kommandeur | -                            | -                          | erster Leutnant            | zweiter Leutnant           | dritter Leutnant           |
| Beschreibung der Schulterklappe   | Zwei gekreuzte Schwerter, die einen Kranz umschließen, in dem das stilisierte Wort Allah in Form einer Tulpe als offizielles Symbol der Islamischen Republik Iran geschrieben steht. | Zwei gekreuzte Schwerter, die einen Kranz umschließen, in dem das stilisierte Wort Allah in Form einer Tulpe als offizielles Symbol der Islamischen Republik Iran geschrieben steht. | Zwei gekreuzte Schwerter, die einen Kranz umschließen, in dem das stilisierte Wort Allah in Form einer Tulpe als offizielles Symbol der Islamischen Republik Iran geschrieben steht. | Zwei gekreuzte Schwerter, die einen Kranz umschließen, in dem das stilisierte Wort Allah in Form einer Tulpe als offizielles Symbol der Islamischen Republik Iran geschrieben steht. | Zwei gekreuzte Schwerter, die einen Kranz umschließen, in dem das stilisierte Wort Allah in Form einer Tulpe als offizielles Symbol der Islamischen Republik Iran geschrieben steht. | Drei …                       | Zwei …                        | Ein …                        | Vier …                     | Drei …                     | Zwei …                     | Ein …                      |
|                                   | … und vier fünfzackige Sterne | … und drei fünfzackige Sterne | … und zwei fünfzackige Sterne | … und ein fünfzackiger Stern | | … achtstrahlige(r) Stern(e). | … achtstrahlige(r) Stern(e).  | … achtstrahlige(r) Stern(e). | … fünfzackige(r) Stern(e). | … fünfzackige(r) Stern(e). | … fünfzackige(r) Stern(e). | … fünfzackige(r) Stern(e). |

Fußnoten
1. 1 2  Dienstgrad wird momentan nicht benutzt.

### Unteroffiziere und Mannschaften
| Oberarmaufnäher (Abbildung)       |                                         |                                         |                   |                           |                                    |                                     |                                |                                |                                |
| äquivalenter deutscher Dienstgrad | Oberstabsfeldwebel                      | Stabsfeldwebel                          | Hauptfeldwebel    | Oberfeldwebel / Feldwebel | Stabsunteroffizier / Unteroffizier | Oberstabsgefreiter / Stabsgefreiter | Hauptgefreiter / Obergefreiter | Gefreiter                      | Soldat                         |
| Dienstgrad in Farsi               | استوار یکم                              | استوار دوم                              | گروهبان یکم       | گروهبان دوم               | گروهبان سوم                        | سرجوخه                              | سرباز یکم                      | سرباز دوم                      | سربازسوم                       |
| Transliteration                   | Ostovar-e Yekom                         | Ostovar-e Dovom                         | Gorouhban-e Yekom | Gorouhban-e Dovom         | Gorouhban-e Sevom                  | Sarjoucheh                          | Sarbaz-e Yekom                 | Sarbaz-e Dovom                 | Sarbaz-e Sevom                 |
| Beschreibung des Ärmelaufnähers   | Drei Winkel                             | Drei Winkel                             | Drei Winkel       | Zwei Winkel.              | Ein Winkel.                        | Vier …                              | Drei …                         | Zwei …                         | Ein …                          |
|                                   | … und zwei darunter liegende Halbbögen. | … und ein darunter liegender Halbbogen. |                   |                           |                                    | horizontal liegende(r) Balken.      | horizontal liegende(r) Balken. | horizontal liegende(r) Balken. | horizontal liegende(r) Balken. |

## Marine

### Offiziere
Alle Marine-Offiziere tragen die gleichen Schulterklappen wie die Heeres-Offiziere, allerdings mit goldener Unterlage. Zusätzlich tragen sie am Unterarm Ärmelaufnäher.
| Offiziere                                    | Offiziere | Offiziere | Offiziere | Offiziere | Offiziere | Offiziere                                         | Offiziere                                                                               | Offiziere                                         | Offiziere                                                                                         | Offiziere                                        | Offiziere                           | Offiziere                |  |
| ungefährer NATO-Rangcode                     | OF-9 | OF-8 | OF-7 | OF-6 | OF-5 Senior | OF-5                                              | OF-4                                                                                    | OF-3                                              | OF-2                                                                                              | OF-1                                             | OF-1                                | OF-1                     |  |
| -------------------------------------------- | --- | --- | --- | --- | --- | ------------------------------------------------- | --------------------------------------------------------------------------------------- | ------------------------------------------------- | ------------------------------------------------------------------------------------------------- | ------------------------------------------------ | ----------------------------------- | ------------------------ |  |
| Schulterklappe und Ärmelaufnäher (Abbildung) | | | | | |                                                   |                                                                                         |                                                   |                                                                                                   |                                                  |                                     |                          |  |
| äquivalenter deutscher Dienstgrad            | Admiral | Vize- admiral | Konter- admiral | Flottillen- admiral | Kommodore | Kapitän zur See                                   | Fregatten- kapitän                                                                      | Korvetten- kapitän                                | Kapitän- leutnant                                                                                 | Ober- Leutnant zur See                           | Leutnant zur See                    | Unter- leutnant          |  |
| Dienstgrad in Farsi                          | دریابد | دریاسالار | دریابان | دریادار | دریادار دوم | ناخدا یکم                                         | ناخدا دوم                                                                               | ناخدا سوم                                         | ناوسروان                                                                                          | ناوبان یکم                                       | ناوبان دوم                          | ناوبان سوم               |  |
| Transliteration                              | Daryabod | Daryasalar | Daryaban | Daryādār | Daryādār Dovom | Nachoda-e Yekom                                   | Nachoda-e Dovom                                                                         | Nachoda-e Sevom                                   | Nav Sarvan                                                                                        | Navban-e Yekom                                   | Navban-e Dovom                      | Navban-e Sevom           |  |
| Bedeutung                                    | - | - | x- kommandeur | erster x- kommandeur | zweiter x- kommandeur | erster x- kommandeur                              | zweiter x- kommandeur                                                                   | -                                                 | -                                                                                                 | erster Leutnant zur See                          | zweiter Leutnant zur See            | dritter Leutnant zur See |  |
| Beschreibung der Schulterklappe              | Zwei gekreuzte Schwerter, die einen Kranz umschließen, in dem das stilisierte Wort Allah in Form einer Tulpe als offizielles Symbol der Islamischen Republik Iran geschrieben steht. | Zwei gekreuzte Schwerter, die einen Kranz umschließen, in dem das stilisierte Wort Allah in Form einer Tulpe als offizielles Symbol der Islamischen Republik Iran geschrieben steht. | Zwei gekreuzte Schwerter, die einen Kranz umschließen, in dem das stilisierte Wort Allah in Form einer Tulpe als offizielles Symbol der Islamischen Republik Iran geschrieben steht. | Zwei gekreuzte Schwerter, die einen Kranz umschließen, in dem das stilisierte Wort Allah in Form einer Tulpe als offizielles Symbol der Islamischen Republik Iran geschrieben steht. | Zwei gekreuzte Schwerter, die einen Kranz umschließen, in dem das stilisierte Wort Allah in Form einer Tulpe als offizielles Symbol der Islamischen Republik Iran geschrieben steht. | wie Ärmelaufnäher                                 | wie Ärmelaufnäher                                                                       | wie Ärmelaufnäher                                 | wie Ärmelaufnäher                                                                                 | wie Ärmelaufnäher                                | wie Ärmelaufnäher                   | wie Ärmelaufnäher        |  |
|                                              | … und darunter vier fünfzackige Sterne. | … und darunter drei fünfzackige Sterne. | … und darunter zwei fünfzackige Sterne. | … und darunter ein fünfzackiger Stern. | |                                                   |                                                                                         |                                                   |                                                                                                   |                                                  |                                     |                          |  |
| Beschreibung des Armelaufnähers              | Ein breiter Streifen mit .. | Ein breiter Streifen mit .. | Ein breiter Streifen mit .. | Ein breiter Streifen mit .. | Ein breiter Streifen mit .. |                                                   |                                                                                         |                                                   |                                                                                                   |                                                  |                                     |                          |  |
|                                              | mit vier darüber liegenden schmalen Streifen (der oberste mit Schlaufe). | mit drei darüber liegenden schmalen Streifen (der oberste mit Schlaufe). | mit zwei darüber liegenden schmalen Streifen (der oberste mit Schlaufe). | mit einem darüber liegenden schmalen Streifen mit Schlaufe. | mit einer darüber liegenden Schlaufe. | Vier schmale Streifen (der oberste mit Schlaufe). | Ein schmaler Streifen mit Schlaufe über einem sehr schmalen und zwei schmalen Streifen. | Drei schmale Streifen (der oberste mit Schlaufe). | Ein schmaler Streifen mit Schlaufe über einem sehr schmalen und einem weiteren schmalen Streifen. | Zwei schmale Streifen, der oberste mit Schlaufe. | Ein schmaler Streifen mit Schlaufe. | Ein schmaler Streifen.   |  |

Fußnoten
1. 1 2  Dienstgrad wird momentan nicht benutzt.

### Unteroffiziere und Mannschaften
| Oberarmaufnäher (Abbildung)       |                                         |                                         |                |                           |                 |                                     |                                |                                |                                |
| äquivalenter deutscher Dienstgrad | Oberstabsbootsmann                      | Stabsbootsmann                          | Hauptbootsmann | Oberbootsmann / Bootsmann | Obermaat / Maat | Oberstabsgefreiter / Stabsgefreiter | Hauptgefreiter / Obergefreiter | Gefreiter                      | Matrose                        |
| Dienstgrad in Farsi               | ناواستوار یکم                           | ناواستوار دوم                           | مهناوی یکم     | مهناوی دوم                | مهناوی سوم      | سرناوی                              | ناوی یکم                       | ناوی دوم                       | ناوی                           |
| Transliteration                   | Nav Ostavar Yekom                       | Nav Ostavar Dovom                       | Mahnâvi Yekom  | Mahnâvi Dovom             | Mahnâvi Sevom   | Sarnâvi                             | Nâvi Yekom                     | Nâvi Dovom                     | Nâvi                           |
| Beschreibung des Ärmelaufnähers   | Drei Winkel                             | Drei Winkel                             | Drei Winkel    | Zwei Winkel.              | Ein Winkel.     | Vier …                              | Drei …                         | Zwei …                         | Ein …                          |
|                                   | … und zwei darunter liegende Halbbögen. | … und ein darunter liegender Halbbogen. |                |                           |                 | horizontal liegende(r) Balken.      | horizontal liegende(r) Balken. | horizontal liegende(r) Balken. | horizontal liegende(r) Balken. |

## Luftstreitkräfte

### Offiziere
| Offiziere                         | Offiziere | Offiziere | Offiziere | Offiziere | Offiziere | Offiziere                    | Offiziere                     | Offiziere                    | Offiziere                  | Offiziere                  | Offiziere                  | Offiziere                  |
| ungefährer NATO-Rangcode          | OF-10 | OF-9 | OF-8 | OF-7 | OF-6 | OF-5                         | OF-4                          | OF-3                         | OF-2                       | OF-1                       | OF-1                       | OF-1                       |
| --------------------------------- | --- | --- | --- | --- | --- | ---------------------------- | ----------------------------- | ---------------------------- | -------------------------- | -------------------------- | -------------------------- | -------------------------- |
| Schulterklappe (Abbildung)        | | | | | |                              |                               |                              |                            |                            |                            |                            |
| äquivalenter deutscher Dienstgrad | Feldmarschall | General | General- leutnant | General- major | Brigade- general | Oberst                       | Oberst- leutnant              | Major                        | Hauptmann                  | Ober- leutnant             | Leutnant                   | Unter- leutnant            |
| Dienstgrad in Farsi               | ارتشبد | سپهبد | سرلشکر | سرتیپ | سرتیپ دوم | سرهنگ                        | سرهنگ دوم                     | سرگرد                        | سروان                      | ستوان یکم                  | ستوان دوم                  | ستوان سوم                  |
| Transliteration                   | Arteshbod | Sepahbod | Sarlashkar | Sartip-e Yekom | Sartip-e Dovom | Sarhang-e Yekom              | Sarhang-e Dovom               | Sargord                      | Sarvan                     | Sotvan-e Yekom             | Sotvan-e Dovom             | Sotvan-e Sevom             |
| Bedeutung                         | - | - | Divisions- kommandeur | erster Brigade- kommandeur | zweiter Brigade- kommandeur | erster Regiments- kommandeur | zweiter Regiments- kommandeur | -                            | -                          | erster Leutnant            | zweiter Leutnant           | dritter Leutnant           |
| Beschreibung der Schulterklappe   | Zwei gekreuzte Schwerter, die einen Kranz umschließen, in dem das stilisierte Wort Allah in Form einer Tulpe als offizielles Symbol der Islamischen Republik Iran geschrieben steht. | Zwei gekreuzte Schwerter, die einen Kranz umschließen, in dem das stilisierte Wort Allah in Form einer Tulpe als offizielles Symbol der Islamischen Republik Iran geschrieben steht. | Zwei gekreuzte Schwerter, die einen Kranz umschließen, in dem das stilisierte Wort Allah in Form einer Tulpe als offizielles Symbol der Islamischen Republik Iran geschrieben steht. | Zwei gekreuzte Schwerter, die einen Kranz umschließen, in dem das stilisierte Wort Allah in Form einer Tulpe als offizielles Symbol der Islamischen Republik Iran geschrieben steht. | Zwei gekreuzte Schwerter, die einen Kranz umschließen, in dem das stilisierte Wort Allah in Form einer Tulpe als offizielles Symbol der Islamischen Republik Iran geschrieben steht. | Drei …                       | Zwei …                        | Ein …                        | Vier …                     | Drei …                     | Zwei …                     | Ein …                      |
|                                   | … und vier fünfzackige Sterne | … und drei fünfzackige Sterne | … und zwei fünfzackige Sterne | … und ein fünfzackiger Stern | | … achtstrahlige(r) Stern(e). | … achtstrahlige(r) Stern(e).  | … achtstrahlige(r) Stern(e). | … fünfzackige(r) Stern(e). | … fünfzackige(r) Stern(e). | … fünfzackige(r) Stern(e). | … fünfzackige(r) Stern(e). |

Fußnoten
1. 1 2  Dienstgrad wird momentan nicht benutzt.

### Unteroffiziere und Mannschaften
| Oberarmaufnäher (Abbildung)       |                                         |                                         |                   |                           |                                    |                                     |                                |                                |                                |
| äquivalenter deutscher Dienstgrad | Oberstabsfeldwebel                      | Stabsfeldwebel                          | Hauptfeldwebel    | Oberfeldwebel / Feldwebel | Stabsunteroffizier / Unteroffizier | Oberstabsgefreiter / Stabsgefreiter | Hauptgefreiter / Obergefreiter | Gefreiter                      | Flieger                        |
| Dienstgrad in Farsi               | استوار یکم                              | استوار دوم                              | گروهبان یکم       | گروهبان دوم               | گروهبان سوم                        | سرجوخه                              | سرباز یکم                      | سرباز دوم                      | سربازسوم                       |
| Transliteration                   | Ostovar-e Yekom                         | Ostovar-e Dovom                         | Gorouhban-e Yekom | Gorouhban-e Dovom         | Gorouhban-e Sevom                  | Sarjoukheh                          | Sarbaz-e Yekom                 | Sarbaz-e Dovom                 | Sarbaz-e Sevom                 |
| Beschreibung des Ärmelaufnähers   | Drei Winkel                             | Drei Winkel                             | Drei Winkel       | Zwei Winkel.              | Ein Winkel.                        | Vier …                              | Drei …                         | Zwei …                         | Ein …                          |
|                                   | … und zwei darunter liegende Halbbögen. | … und ein darunter liegender Halbbogen. |                   |                           |                                    | horizontal liegende(r) Balken.      | horizontal liegende(r) Balken. | horizontal liegende(r) Balken. | horizontal liegende(r) Balken. |

## Flugabwehr
2008 wurde die Flugabwehr aus der Luftwaffe ausgegliedert. Der Kommandeur dieser Waffengattung ist ein Generalmajor. Derzeitiger Leiter dieser Teilstreitkraft ist der Karriereoffizier Generalmajor Farzad Esmaili (persisch سرتیپ فرزاد اسماعیلی; * 15. Januar 1972).

### Offiziere
| Offiziere                         | Offiziere | Offiziere | Offiziere | Offiziere | Offiziere | Offiziere                    | Offiziere                     | Offiziere                    | Offiziere                  | Offiziere                  | Offiziere                  | Offiziere                  |
| ungefährer NATO-Rangcode          | OF-10 | OF-9 | OF-8 | OF-7 | OF-6 | OF-5                         | OF-4                          | OF-3                         | OF-2                       | OF-1                       | OF-1                       | OF-1                       |
| --------------------------------- | --- | --- | --- | --- | --- | ---------------------------- | ----------------------------- | ---------------------------- | -------------------------- | -------------------------- | -------------------------- | -------------------------- |
| Schulterklappe (Abbildung)        | | | | | |                              |                               |                              |                            |                            |                            |                            |
| äquivalenter deutscher Dienstgrad | Feldmarschall | General | General- leutnant | General- major | Brigade- general | Oberst                       | Oberst- leutnant              | Major                        | Hauptmann                  | Ober- leutnant             | Leutnant                   | Unter- leutnant            |
| Dienstgrad in Farsi               | ارتشبد | سپهبد | سرلشکر | سرتیپ | سرتیپ دوم | سرهنگ                        | سرهنگ دوم                     | سرگرد                        | سروان                      | ستوان یکم                  | ستوان دوم                  | ستوان سوم                  |
| Transliteration                   | Arteshbod | Sepahbod | Sarlashkar | Sartip-e Yekom | Sartip-e Dovom | Sarhang-e Yekom              | Sarhang-e Dovom               | Sargord                      | Sarvan                     | Sotvan-e Yekom             | Sotvan-e Dovom             | Sotvan-e Sevom             |
| Bedeutung                         | - | - | Divisions- kommandeur | erster Brigade- kommandeur | zweiter Brigade- kommandeur | erster Regiments- kommandeur | zweiter Regiments- kommandeur | -                            | -                          | erster Leutnant            | zweiter Leutnant           | dritter Leutnant           |
| Beschreibung der Schulterklappe   | Zwei gekreuzte Schwerter, die einen Kranz umschließen, in dem das stilisierte Wort Allah in Form einer Tulpe als offizielles Symbol der Islamischen Republik Iran geschrieben steht. | Zwei gekreuzte Schwerter, die einen Kranz umschließen, in dem das stilisierte Wort Allah in Form einer Tulpe als offizielles Symbol der Islamischen Republik Iran geschrieben steht. | Zwei gekreuzte Schwerter, die einen Kranz umschließen, in dem das stilisierte Wort Allah in Form einer Tulpe als offizielles Symbol der Islamischen Republik Iran geschrieben steht. | Zwei gekreuzte Schwerter, die einen Kranz umschließen, in dem das stilisierte Wort Allah in Form einer Tulpe als offizielles Symbol der Islamischen Republik Iran geschrieben steht. | Zwei gekreuzte Schwerter, die einen Kranz umschließen, in dem das stilisierte Wort Allah in Form einer Tulpe als offizielles Symbol der Islamischen Republik Iran geschrieben steht. | Drei …                       | Zwei …                        | Ein …                        | Vier …                     | Drei …                     | Zwei …                     | Ein …                      |
|                                   | … und vier fünfzackige Sterne | … und drei fünfzackige Sterne | … und zwei fünfzackige Sterne | … und ein fünfzackiger Stern | | … achtstrahlige(r) Stern(e). | … achtstrahlige(r) Stern(e).  | … achtstrahlige(r) Stern(e). | … fünfzackige(r) Stern(e). | … fünfzackige(r) Stern(e). | … fünfzackige(r) Stern(e). | … fünfzackige(r) Stern(e). |

Fußnoten
1. 1 2 3  Dienstgrad wird momentan nicht benutzt.

### Unteroffiziere und Mannschaften
| Oberarmaufnäher (Abbildung)       |                                         |                                         |                   |                           |                                    |                                     |                                |                                |                                |
| äquivalenter deutscher Dienstgrad | Oberstabsfeldwebel                      | Stabsfeldwebel                          | Hauptfeldwebel    | Oberfeldwebel / Feldwebel | Stabsunteroffizier / Unteroffizier | Oberstabsgefreiter / Stabsgefreiter | Hauptgefreiter / Obergefreiter | Gefreiter                      | Flieger                        |
| Dienstgrad in Farsi               | استوار یکم                              | استوار دوم                              | گروهبان یکم       | گروهبان دوم               | گروهبان سوم                        | سرجوخه                              | سرباز یکم                      | سرباز دوم                      | سرباز صفر                      |
| Transliteration                   | Ostovar-e Yekom                         | Ostovar-e Dovom                         | Gorouhban-e Yekom | Gorouhban-e Dovom         | Gorouhban-e Sevom                  | Sarjoukheh                          | Sarbaz-e Yekom                 | Sarbaz-e Dovom                 | Sarbaz-e Sevom                 |
| Beschreibung des Ärmelaufnähers   | Drei Winkel                             | Drei Winkel                             | Drei Winkel       | Zwei Winkel.              | Ein Winkel.                        | Vier …                              | Drei …                         | Zwei …                         | Ein …                          |
|                                   | … und zwei darunter liegende Halbbögen. | … und ein darunter liegender Halbbogen. |                   |                           |                                    | horizontal liegende(r) Balken.      | horizontal liegende(r) Balken. | horizontal liegende(r) Balken. | horizontal liegende(r) Balken. |

## Iranische Revolutionsgarde

### Offiziere
| Offiziere                         | Offiziere | Offiziere | Offiziere | Offiziere | Offiziere | Offiziere                                                                | Offiziere                                                                | Offiziere                                                                | Offiziere                                                             | Offiziere                                                             | Offiziere                                                             | Offiziere                                                             |
| ungefährer NATO-Rangcode          | OF-10 | OF-9 | OF-8 | OF-7 | OF-6 | OF-5                                                                     | OF-4                                                                     | OF-3                                                                     | OF-2                                                                  | OF-1                                                                  | OF-1                                                                  | OF-1                                                                  |
| --------------------------------- | --- | --- | --- | --- | --- | ------------------------------------------------------------------------ | ------------------------------------------------------------------------ | ------------------------------------------------------------------------ | --------------------------------------------------------------------- | --------------------------------------------------------------------- | --------------------------------------------------------------------- | --------------------------------------------------------------------- |
| Schulterklappe (Abbildung)        | | | | | |                                                                          |                                                                          |                                                                          |                                                                       |                                                                       |                                                                       |                                                                       |
| äquivalenter deutscher Dienstgrad | Feldmarschall | General | General- leutnant | General- major | Brigade- general | Oberst                                                                   | Oberst- leutnant                                                         | Major                                                                    | Hauptmann                                                             | Ober- leutnant                                                        | Leutnant                                                              | Unter- leutnant                                                       |
| Dienstgrad in Persisch            | ارتشبد | سپهبد پاسدار | سرلشکر پاسدار | سرتیپ پاسدار | سرتیپ دوم پاسدار | سرهنگ پاسدار                                                             | سرهنگ دوم پاسدار                                                         | سرگرد پاسدار                                                             | سروان پاسدار                                                          | ستوان یکم پاسدار                                                      | ستوان دوم پاسدار                                                      | ستوان سوم پاسدار                                                      |
| Transliteration                   | Arteschbod | Sepahbod | Sarlaschkar | Sartip-e Yekom | Sartip-e Dovom | Sarhang-e Yekom                                                          | Sarhang-e Dovom                                                          | Sargord                                                                  | Sarvan                                                                | Sotvan-e Yekom                                                        | Sotvan-e Dovom                                                        | Sotvan-e Sevom                                                        |
| Bedeutung                         | - | - | Divisions- kommandeur | erster Brigade- kommandeur | zweiter Brigade- kommandeur | erster Regiments- kommandeur                                             | zweiter Regiments- kommandeur                                            | -                                                                        | -                                                                     | erster Leutnant                                                       | zweiter Leutnant                                                      | dritter Leutnant                                                      |
| Beschreibung der Schulterklappe   | Zwei gekreuzte Schwerter, die einen Kranz umschließen, in dem das stilisierte Wort Allah in Form einer Tulpe als offizielles Symbol der Islamischen Republik Iran geschrieben steht. | Zwei gekreuzte Schwerter, die einen Kranz umschließen, in dem das stilisierte Wort Allah in Form einer Tulpe als offizielles Symbol der Islamischen Republik Iran geschrieben steht. | Zwei gekreuzte Schwerter, die einen Kranz umschließen, in dem das stilisierte Wort Allah in Form einer Tulpe als offizielles Symbol der Islamischen Republik Iran geschrieben steht. | Zwei gekreuzte Schwerter, die einen Kranz umschließen, in dem das stilisierte Wort Allah in Form einer Tulpe als offizielles Symbol der Islamischen Republik Iran geschrieben steht. | Zwei gekreuzte Schwerter, die einen Kranz umschließen, in dem das stilisierte Wort Allah in Form einer Tulpe als offizielles Symbol der Islamischen Republik Iran geschrieben steht. | Drei …                                                                   | Zwei …                                                                   | Ein …                                                                    | Vier …                                                                | Drei …                                                                | Zwei …                                                                | Ein …                                                                 |
|                                   | … und vier achteckigen stilisierten Sternen in orientalischer Ornamentik. | … und drei achteckigen stilisierten Sternen in orientalischer Ornamentik. | … und zwei achteckigen stilisierten Sternen in orientalischer Ornamentik. | … und einem achteckigen stilisierten Stern in orientalischer Ornamentik. | | … zehnstrahlige(r) stilisierte(r) Stern(e) in orientalischer Ornamentik. | … zehnstrahlige(r) stilisierte(r) Stern(e) in orientalischer Ornamentik. | … zehnstrahlige(r) stilisierte(r) Stern(e) in orientalischer Ornamentik. | … achteckige(r) stilisierte(r) Stern(e) in orientalischer Ornamentik. | … achteckige(r) stilisierte(r) Stern(e) in orientalischer Ornamentik. | … achteckige(r) stilisierte(r) Stern(e) in orientalischer Ornamentik. | … achteckige(r) stilisierte(r) Stern(e) in orientalischer Ornamentik. |

Fußnoten
1. 1 2  Dienstgrad wird momentan nicht benutzt.

### Unteroffiziere und Mannschaften
| Oberarmaufnäher (Abbildung)       |                                                  |                                                   |                                     |                                     |                                     |                                     |                                     |                                     |                                   |
| äquivalenter deutscher Dienstgrad | Oberstabsfeldwebel                               | Stabsfeldwebel                                    | Hauptfeldwebel                      | Oberfeldwebel / Feldwebel           | Stabsunteroffizier / Unteroffizier  | Oberstabsgefreiter / Stabsgefreiter | Hauptgefreiter / Obergefreiter      | Gefreiter                           | Soldat                            |
| Dienstgrad in Farsi               | رزم‌دار یکم                                       | رزم‌دار دوم                                        | رزم‌آور یکم                          | رزم‌آور دوم                          | رزم‌آور سوم                          | رزم‌یار                              | سرباز یکم                           | سرباز دوم                           | سربازسوم                          |
| Transliteration                   | Ostovar-e Yekom                                  | Ostovar-e Dovom                                   | Gorouhban-e Yekom                   | Gorouhban-e Dovom                   | Gorouhban-e Sevom                   | Sarjoukheh                          | Sarbaz-e Yekom                      | Sarbaz-e Dovom                      | Sarbaz-e Sevom                    |
| Beschreibung der Ärmelaufnäher    | Drei nach unten geöffnete Halbmonde              | Drei nach unten geöffnete Halbmonde               | Drei nach unten geöffnete Halbmonde | Zwei nach unten geöffnete Halbmonde | Ein nach unten geöffneter Halbmond. | Ein auf dem Kopf stehendes Othala   | Ein auf dem Kopf stehendes Othala   | Ein auf dem Kopf stehendes Othala   | Ein auf dem Kopf stehendes Othala |
|                                   | … und zwei darunter liegende horizontale Balken. | … und ein darunter liegender horizontaler Balken. |                                     |                                     |                                     | … und drei darüber liegende Balken. | … und zwei darüber liegende Balken. | … und ein darüber liegender Balken. |                                   |